# Tarchia
Tarchia ("cerebro") es un género representado por 3 especies de dinosaurios tireóforos anquilosáuridos, que vivieron a finales del período Cretácico, hace 78 a 69 millones de años, desde el Campaniense al Maastrichtiense, en lo que hoy es Asia. Es geológicamente el más reciente de todos los anquilosáuridos asiáticos conocidos y está representado por cinco o más especímenes, incluyendo dos cráneos completos y un esqueleto postcranial casi completo. Las rocas en las que se encontraron los fósiles de Tarchia probablemente representan dunas eólicas y entornos interdunares, con pequeños lagos intermitentes y arroyos estacionales. Por lo tanto, sabemos que Tarchia era un animal del desierto, aunque por otro lado, también habría estado presente en zonas boscosas con precipitaciones regulares. Tarchia habría sido presa de Tarbosaurus. Un cráneo de Tarchia muestra marcas de dientes identificadas como pertenecientes al tiranosáurido, lo que indica que el terópodo cazaba al anquilosáurido.
Tarchia es uno de los más grandes de los anquilosáuridos asiáticos, con un largo estimado del cuerpo de entre 8 y 8,5 metros y debió haber pesado como mucho 4,5 toneladas. El cráneo mediría unos 40 centímetros de largo y alrededor de 45 de ancho. Las rocas en las cuales fueron encontrados representan probablemente dunas y ambientes eólicos de dunas, con pequeños lagos intermitentes y corrientes estacionales. Por lo tanto, sabemos que Tarchia era un animal del desierto. La morfología de los adornos craneales vistos en Tarchia, un surtido de polígonos con bulbos, es evocadora de la de Saichania chulsanensis, otro anquilosáurido de la Formación Barun Goyot.

## Descripción

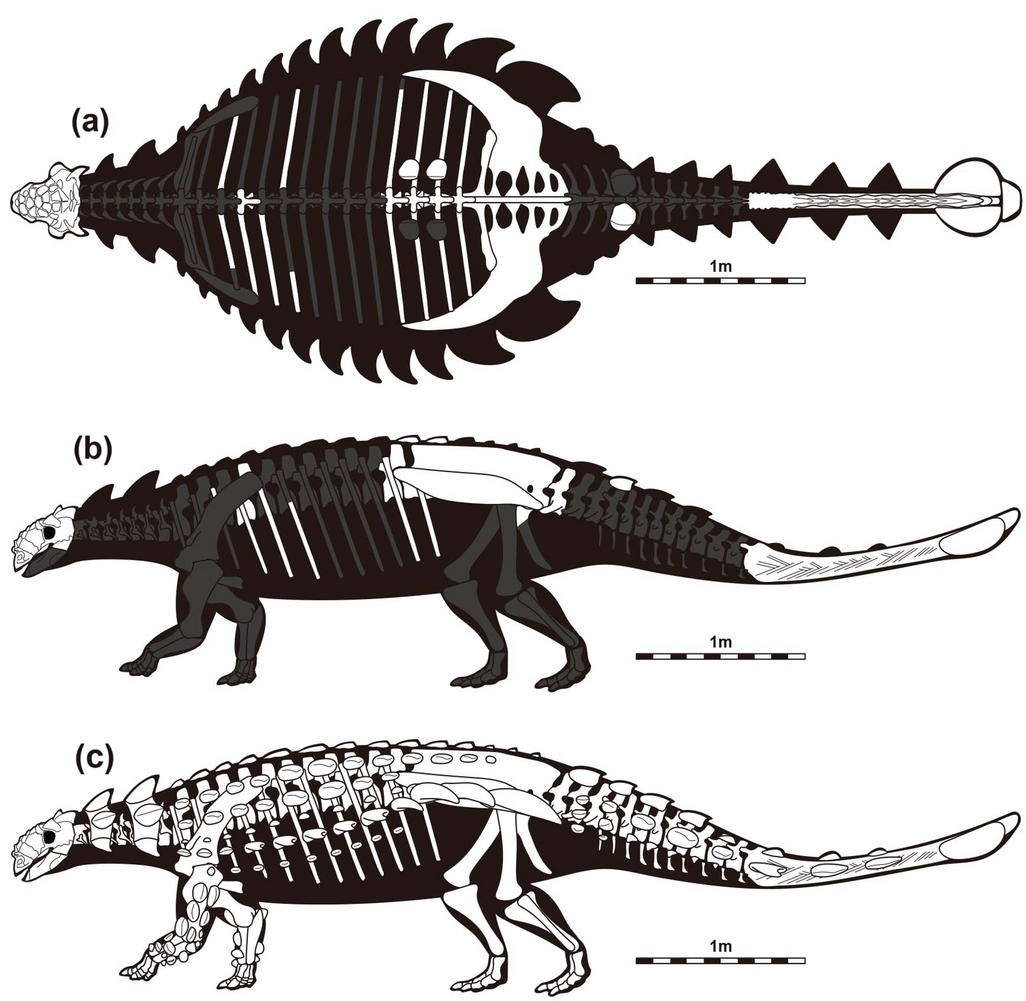
Diagramas del esqueleto del holotipo de T. tumanovae

Como anquilosáurido, Tarchia habría tenido un cuerpo ancho y bajo, colocado sobre patas cortas y fuertes. El cuerpo habría estado protegido por osificaciones de la piel, denominadas osteodermos. Probablemente tenía una cola huesuda que utilizaba como un garrote para su defensa activa contra los depredadores. Las estimaciones del tamaño de Tarchia se han basado en gran medida en Dyoplosaurus giganteus, cuyo holotipo es uno de los individuos anquilosaurios más grandes que se conocen. Esto convertiría a Tarchia en el anquilosaurio asiático más largo conocido, con una longitud corporal estimada de 8 a 8,50 metros. De manera confusa, el tamaño del cráneo mencionado a menudo, con una longitud de 40 centímetros y un ancho de 45 centímetros, se basó nuevamente en el espécimen PIN 3142/250, un individuo mucho más pequeño. Los holotipos de Tarchia kielanae y Minotaurasaurus también indican un tamaño mediano. En 2016, Gregory S. Paul había estimado una longitud corporal de 5,5 metros y un peso de 2,5 toneladas, lo que sugiere que Minotaurasaurus era un espécimen juvenil de la especie.
Tarchia se había distinguido previamente de Saichania sobre la base de su basicráneo relativamente más grande, un proceso paroccipital no fusionado, el contacto con el cuadrado y, según PIN 3142/250, el hecho de que la tribuna premaxilar es más ancha que la distancia máxima entre las filas de dientes en los maxilares. En 2014, Arbor informó de otors dos rasgos distintivos además de los conocidos exclusivamente del holotipo de Minotaurasaurus: la parte posterior de la cabeza es visible en la vista superior; y un surco profundo recorre el frente y el lado externo del cuerno escamoso, y en el frente rodea un osteodermo accesorio colocado en el supraorbitario posterior, formando un surco profundo.
La redescripción de 2016 de Tarchia señala que se diferencia de Saichania en que tiene una fosa postorbitaria, que separa el cuerno escamoso del supraorbitario y un osteodermo accesorio, siendo visible el occipucio en vista dorsal, el cráneo grande y profundo, el foramen magnum es más alto que ancho y los osteodermos nucales son más altos lateralmente que medialmente. Además, se diferencia tanto de Saichania como de Minotaurasaurus en que carece de caputegulas postoculares, o pequeñas placas óseas poligonales detrás de la órbita y tiene un occipucio proporcionalmente alto en vista caudal.  El estudio también encontró que el PIN 3142/250, es decir, T. teresae, se puede distinguir de T. kielanae en que el osteodermo accesorio no está fusionado con el techo del cráneo, el cuadrado y el proceso paroccipital no están fusionados, la parte posterior del techo del cráneo está fuertemente esculpida y las aberturas para los nervios craneales cuarto a duodécimo están bifurcadas.
Gran parte de la información proporcionada sobre Tarchia en trabajos anteriores se refiere al PIN 3142/250, que se refirió brevemente a Saichania hasta que se denominó T. teresae en 2016. En 2001, se afirmó que, en Tarchia, están presentes facetas de desgaste indicativas de oclusión de diente a diente, lo que probablemente no se refiere al espécimen holotipo, ya que en el holotipo no se conservan dientes.

## Descubrimiento e investigación

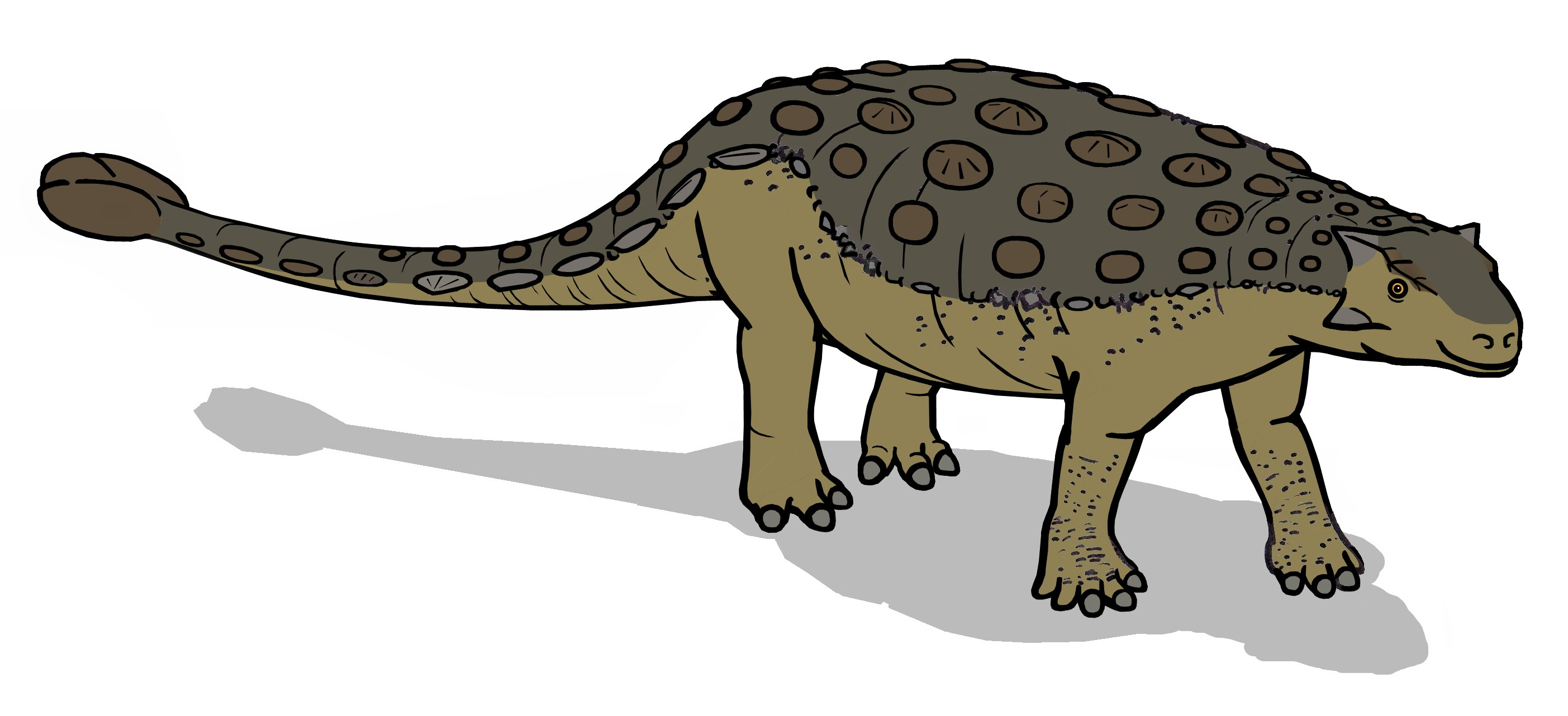
Recreación del aspecto del animal

En 1970, en Mongolia, una expedición polaco-mongola descubrió un cráneo de anquilosáurido cerca de Khulsan. En 1977, Teresa Maryańska nombró y describió la especie tipo Tarchia kielanae. El nombre genérico se deriva del mongol tarkhi, "cerebro" y del latín ~ia , en referencia a un tamaño de cerebro supuestamente mayor que el de la forma relacionada Saichania. El nombre específico honra a la profesora Zofia Kielan-Jaworowska, líder de la expedición.
El holotipo, ZPal MgD-I/111, fue descubierto en la Formación Barun Goyot del Cretácico Superior, posiblemente Campaniense a Maastrichtiense, anteriormente conocida como "Lechos Nemegt Inferiores" de la Cuenca Nemegt de Mongolia. Fue descrito en 1977 por Maryanska. y su descripción fue ampliada un año después por Tumanova. Consiste en un techo de cráneo, una caja craneal y elementos de cráneo traseros. Maryańska refirió tres especímenes adicionales, ZPAL MgDI/43, un gran esqueleto poscraneal que contiene tres vértebras de la cola "libres", doce vértebras fusionadas de la cola del "mango" del garrote de la cola y un escudo, ZPAL MgDI/49, húmero derecho y PIN 3142/251, un esqueleto con cráneo, que aún permanece sin describir.
Tarchia es el más joven geológicamente de todos los dinosaurios anquilosáuridos asiáticos conocidos. En 1977, Tatyana Tumanova nombró una segunda especie, Tarchia gigantea. Este fue un cambio de nombre de Dyoplosaurus giganteus Maleev 1956, que se había basado en el espécimen PIN 551/29. En 1987, Tumanova concluyó que ambas especies eran idénticas, esto haría de Dyoplosaurus giganteus el sinónimo primario sobre Tarchia kielanae y la especie cambiaria de nombre a Tarchia gigantea. Este criterio fue generalmente aceptado y Tarchia gigantea se convirtió en el nombre habitual de la especie, como una combinatio nova reemplazando a Tarchia kielanae. Sin embargo, un estudio reciente de Victoria Megan Arbor indica que D. giganteus es indistinguible de otros anquilosáuridos del Campaniano tardío a Maastrichtiense de Mongolia y, por lo tanto, una denominación dudosa y el estudio revivió el nombre de Tarchia kielanae.
Una rabadilla con cola y garrote, del espécimen ZPAL MgD I/113, una vez referido a Dyoplosaurus giganteus y posteriormente a Tarchia gigantea, fue visto por Arbor como diferente del holotipo de D. giganteus. El estudio de Arbor también concluyó que el espécimen PIN 3142/250, referido en 1977 a Tarchia por Tumanova, probablemente pertenecía a Saichania. Esto cambiaría radicalmente la imagen común de Tarchia ya que este ejemplar había sido, con mucho, el mejor conservado y la mayoría de las ilustraciones, los montajes de museos y, de hecho, la investigación científica se habían basado en él. Arbor descubrió que el holotipo de Tarchia compartía rasgos distintivos con el de Minotaurasaurus de Miles & Miles 2009, concluyendo que este último es un sinónimo menor de Tarchia.
Posteriormente, en 2016, un estudio realizado por Penkalski & Tumanova indicó que PIN 3142/250 no se puede referir a Saichania debido a diferencias anatómicas significativas, sino que representa una nueva especie de Tarchia, Tarchia teresae, también de Barun Goyot. El estudio también reconoció a Minotaurasaurus como un género distinto. En 2021, Jin-Young Park y su equipo nombraron una nueva especie, Tarchia tumanovae, conocida por el holotipo MPC-D 100/1353 que consiste en un esqueleto parcial con un cráneo asociado. Se encontró en la Formación Nemegt en la localidad de Hermiin Tsav, lo que la hace coetánea con T. teresae . Más cercano en el tiempo, en 2021, Park, J.Y. y colegas encontraron un espécimen perteneciente al género en la Formación Nemegt, también en Mongolia, que fue descrito como una nueva especie, T. tumanovae.

## Clasificación
Vickaryous et al. en 2004 afirmaron que Tarchia era basal para dos clados distintos de anquilosáuridos del Cretácico superior: uno que comprende taxones de América del Norte, Ankylosaurus y Euoplocephalus; y otro que comprende a los asiáticos, Pinacosaurus spp., Saichania, Tianzhenosaurus y Talarurus. Sin embargo, esto nuevamente se basó en el PIN 3142/250, cuyos caracteres generalmente definían la unidad taxonómica operativa denominada Tarchia en los diversos análisis cladísticos. Sorprendentemente, Tarchia y Saichania, sin embargo, en estos análisis a menudo ocuparon posiciones muy diferentes.

### Filogenia
El siguiente cladograma se basa en un análisis filogenético de Ankylosaurinae realizado en 2015 por Arbor y Currie.
|  | Saichania                                              |
|  |                                                        |
|  | \| \| Tarchia \| \| \| \| \| \| Zaraapelta \| \| \| \| |
|  |                                                        |
|  | Tarchia                                                |
|  |                                                        |
|  | Zaraapelta                                             |
|  |                                                        |

|  | Tarchia    |
|  |            |
|  | Zaraapelta |
|  |            |

|  | Talarurus         |
|  |                   |
|  | Nodocephalosaurus |
|  |                   |

|  | Ankylosaurus   |
|  |                |
|  | Anodontosaurus |
|  |                |

|  | Scolosaurus |
|  |             |
|  | Ziapelta    |
|  |             |

|  | Ankylosaurus   |
|  |                |
|  | Anodontosaurus |
|  |                |

|  | Scolosaurus |
|  |             |
|  | Ziapelta    |
|  |             |

|  | Talarurus         |
|  |                   |
|  | Nodocephalosaurus |
|  |                   |

|  | Ankylosaurus   |
|  |                |
|  | Anodontosaurus |
|  |                |

|  | Scolosaurus |
|  |             |
|  | Ziapelta    |
|  |             |

|  | Ankylosaurus   |
|  |                |
|  | Anodontosaurus |
|  |                |

|  | Scolosaurus |
|  |             |
|  | Ziapelta    |
|  |             |

|  | Talarurus         |
|  |                   |
|  | Nodocephalosaurus |
|  |                   |

|  | Ankylosaurus   |
|  |                |
|  | Anodontosaurus |
|  |                |

|  | Scolosaurus |
|  |             |
|  | Ziapelta    |
|  |             |

|  | Ankylosaurus   |
|  |                |
|  | Anodontosaurus |
|  |                |

|  | Scolosaurus |
|  |             |
|  | Ziapelta    |
|  |             |

|  | Talarurus         |
|  |                   |
|  | Nodocephalosaurus |
|  |                   |

|  | Ankylosaurus   |
|  |                |
|  | Anodontosaurus |
|  |                |

|  | Scolosaurus |
|  |             |
|  | Ziapelta    |
|  |             |

|  | Ankylosaurus   |
|  |                |
|  | Anodontosaurus |
|  |                |

|  | Scolosaurus |
|  |             |
|  | Ziapelta    |
|  |             |

|  | Saichania                                              |
|  |                                                        |
|  | \| \| Tarchia \| \| \| \| \| \| Zaraapelta \| \| \| \| |
|  |                                                        |
|  | Tarchia                                                |
|  |                                                        |
|  | Zaraapelta                                             |
|  |                                                        |

|  | Tarchia    |
|  |            |
|  | Zaraapelta |
|  |            |

|  | Talarurus         |
|  |                   |
|  | Nodocephalosaurus |
|  |                   |

|  | Ankylosaurus   |
|  |                |
|  | Anodontosaurus |
|  |                |

|  | Scolosaurus |
|  |             |
|  | Ziapelta    |
|  |             |

|  | Ankylosaurus   |
|  |                |
|  | Anodontosaurus |
|  |                |

|  | Scolosaurus |
|  |             |
|  | Ziapelta    |
|  |             |

|  | Talarurus         |
|  |                   |
|  | Nodocephalosaurus |
|  |                   |

|  | Ankylosaurus   |
|  |                |
|  | Anodontosaurus |
|  |                |

|  | Scolosaurus |
|  |             |
|  | Ziapelta    |
|  |             |

|  | Ankylosaurus   |
|  |                |
|  | Anodontosaurus |
|  |                |

|  | Scolosaurus |
|  |             |
|  | Ziapelta    |
|  |             |

|  | Talarurus         |
|  |                   |
|  | Nodocephalosaurus |
|  |                   |

|  | Ankylosaurus   |
|  |                |
|  | Anodontosaurus |
|  |                |

|  | Scolosaurus |
|  |             |
|  | Ziapelta    |
|  |             |

|  | Ankylosaurus   |
|  |                |
|  | Anodontosaurus |
|  |                |

|  | Scolosaurus |
|  |             |
|  | Ziapelta    |
|  |             |

|  | Talarurus         |
|  |                   |
|  | Nodocephalosaurus |
|  |                   |

|  | Ankylosaurus   |
|  |                |
|  | Anodontosaurus |
|  |                |

|  | Scolosaurus |
|  |             |
|  | Ziapelta    |
|  |             |

|  | Ankylosaurus   |
|  |                |
|  | Anodontosaurus |
|  |                |

|  | Scolosaurus |
|  |             |
|  | Ziapelta    |
|  |             |

|  | Saichania                                              |
|  |                                                        |
|  | \| \| Tarchia \| \| \| \| \| \| Zaraapelta \| \| \| \| |
|  |                                                        |
|  | Tarchia                                                |
|  |                                                        |
|  | Zaraapelta                                             |
|  |                                                        |

|  | Tarchia    |
|  |            |
|  | Zaraapelta |
|  |            |

|  | Talarurus         |
|  |                   |
|  | Nodocephalosaurus |
|  |                   |

|  | Ankylosaurus   |
|  |                |
|  | Anodontosaurus |
|  |                |

|  | Scolosaurus |
|  |             |
|  | Ziapelta    |
|  |             |

|  | Ankylosaurus   |
|  |                |
|  | Anodontosaurus |
|  |                |

|  | Scolosaurus |
|  |             |
|  | Ziapelta    |
|  |             |

|  | Talarurus         |
|  |                   |
|  | Nodocephalosaurus |
|  |                   |

|  | Ankylosaurus   |
|  |                |
|  | Anodontosaurus |
|  |                |

|  | Scolosaurus |
|  |             |
|  | Ziapelta    |
|  |             |

|  | Ankylosaurus   |
|  |                |
|  | Anodontosaurus |
|  |                |

|  | Scolosaurus |
|  |             |
|  | Ziapelta    |
|  |             |

|  | Talarurus         |
|  |                   |
|  | Nodocephalosaurus |
|  |                   |

|  | Ankylosaurus   |
|  |                |
|  | Anodontosaurus |
|  |                |

|  | Scolosaurus |
|  |             |
|  | Ziapelta    |
|  |             |

|  | Ankylosaurus   |
|  |                |
|  | Anodontosaurus |
|  |                |

|  | Scolosaurus |
|  |             |
|  | Ziapelta    |
|  |             |

|  | Talarurus         |
|  |                   |
|  | Nodocephalosaurus |
|  |                   |

|  | Ankylosaurus   |
|  |                |
|  | Anodontosaurus |
|  |                |

|  | Scolosaurus |
|  |             |
|  | Ziapelta    |
|  |             |

|  | Ankylosaurus   |
|  |                |
|  | Anodontosaurus |
|  |                |

|  | Scolosaurus |
|  |             |
|  | Ziapelta    |
|  |             |

|  | Saichania                                              |
|  |                                                        |
|  | \| \| Tarchia \| \| \| \| \| \| Zaraapelta \| \| \| \| |
|  |                                                        |
|  | Tarchia                                                |
|  |                                                        |
|  | Zaraapelta                                             |
|  |                                                        |

|  | Tarchia    |
|  |            |
|  | Zaraapelta |
|  |            |

|  | Talarurus         |
|  |                   |
|  | Nodocephalosaurus |
|  |                   |

|  | Ankylosaurus   |
|  |                |
|  | Anodontosaurus |
|  |                |

|  | Scolosaurus |
|  |             |
|  | Ziapelta    |
|  |             |

|  | Ankylosaurus   |
|  |                |
|  | Anodontosaurus |
|  |                |

|  | Scolosaurus |
|  |             |
|  | Ziapelta    |
|  |             |

|  | Talarurus         |
|  |                   |
|  | Nodocephalosaurus |
|  |                   |

|  | Ankylosaurus   |
|  |                |
|  | Anodontosaurus |
|  |                |

|  | Scolosaurus |
|  |             |
|  | Ziapelta    |
|  |             |

|  | Ankylosaurus   |
|  |                |
|  | Anodontosaurus |
|  |                |

|  | Scolosaurus |
|  |             |
|  | Ziapelta    |
|  |             |

|  | Talarurus         |
|  |                   |
|  | Nodocephalosaurus |
|  |                   |

|  | Ankylosaurus   |
|  |                |
|  | Anodontosaurus |
|  |                |

|  | Scolosaurus |
|  |             |
|  | Ziapelta    |
|  |             |

|  | Ankylosaurus   |
|  |                |
|  | Anodontosaurus |
|  |                |

|  | Scolosaurus |
|  |             |
|  | Ziapelta    |
|  |             |

|  | Talarurus         |
|  |                   |
|  | Nodocephalosaurus |
|  |                   |

|  | Ankylosaurus   |
|  |                |
|  | Anodontosaurus |
|  |                |

|  | Scolosaurus |
|  |             |
|  | Ziapelta    |
|  |             |

|  | Ankylosaurus   |
|  |                |
|  | Anodontosaurus |
|  |                |

|  | Scolosaurus |
|  |             |
|  | Ziapelta    |
|  |             |

|  | Saichania                                              |
|  |                                                        |
|  | \| \| Tarchia \| \| \| \| \| \| Zaraapelta \| \| \| \| |
|  |                                                        |
|  | Tarchia                                                |
|  |                                                        |
|  | Zaraapelta                                             |
|  |                                                        |

|  | Tarchia    |
|  |            |
|  | Zaraapelta |
|  |            |

|  | Talarurus         |
|  |                   |
|  | Nodocephalosaurus |
|  |                   |

|  | Ankylosaurus   |
|  |                |
|  | Anodontosaurus |
|  |                |

|  | Scolosaurus |
|  |             |
|  | Ziapelta    |
|  |             |

|  | Ankylosaurus   |
|  |                |
|  | Anodontosaurus |
|  |                |

|  | Scolosaurus |
|  |             |
|  | Ziapelta    |
|  |             |

|  | Talarurus         |
|  |                   |
|  | Nodocephalosaurus |
|  |                   |

|  | Ankylosaurus   |
|  |                |
|  | Anodontosaurus |
|  |                |

|  | Scolosaurus |
|  |             |
|  | Ziapelta    |
|  |             |

|  | Ankylosaurus   |
|  |                |
|  | Anodontosaurus |
|  |                |

|  | Scolosaurus |
|  |             |
|  | Ziapelta    |
|  |             |

|  | Talarurus         |
|  |                   |
|  | Nodocephalosaurus |
|  |                   |

|  | Ankylosaurus   |
|  |                |
|  | Anodontosaurus |
|  |                |

|  | Scolosaurus |
|  |             |
|  | Ziapelta    |
|  |             |

|  | Ankylosaurus   |
|  |                |
|  | Anodontosaurus |
|  |                |

|  | Scolosaurus |
|  |             |
|  | Ziapelta    |
|  |             |

|  | Talarurus         |
|  |                   |
|  | Nodocephalosaurus |
|  |                   |

|  | Ankylosaurus   |
|  |                |
|  | Anodontosaurus |
|  |                |

|  | Scolosaurus |
|  |             |
|  | Ziapelta    |
|  |             |

|  | Ankylosaurus   |
|  |                |
|  | Anodontosaurus |
|  |                |

|  | Scolosaurus |
|  |             |
|  | Ziapelta    |
|  |             |

|  | Saichania                                              |
|  |                                                        |
|  | \| \| Tarchia \| \| \| \| \| \| Zaraapelta \| \| \| \| |
|  |                                                        |
|  | Tarchia                                                |
|  |                                                        |
|  | Zaraapelta                                             |
|  |                                                        |

|  | Tarchia    |
|  |            |
|  | Zaraapelta |
|  |            |

|  | Talarurus         |
|  |                   |
|  | Nodocephalosaurus |
|  |                   |

|  | Ankylosaurus   |
|  |                |
|  | Anodontosaurus |
|  |                |

|  | Scolosaurus |
|  |             |
|  | Ziapelta    |
|  |             |

|  | Ankylosaurus   |
|  |                |
|  | Anodontosaurus |
|  |                |

|  | Scolosaurus |
|  |             |
|  | Ziapelta    |
|  |             |

|  | Talarurus         |
|  |                   |
|  | Nodocephalosaurus |
|  |                   |

|  | Ankylosaurus   |
|  |                |
|  | Anodontosaurus |
|  |                |

|  | Scolosaurus |
|  |             |
|  | Ziapelta    |
|  |             |

|  | Ankylosaurus   |
|  |                |
|  | Anodontosaurus |
|  |                |

|  | Scolosaurus |
|  |             |
|  | Ziapelta    |
|  |             |

|  | Talarurus         |
|  |                   |
|  | Nodocephalosaurus |
|  |                   |

|  | Ankylosaurus   |
|  |                |
|  | Anodontosaurus |
|  |                |

|  | Scolosaurus |
|  |             |
|  | Ziapelta    |
|  |             |

|  | Ankylosaurus   |
|  |                |
|  | Anodontosaurus |
|  |                |

|  | Scolosaurus |
|  |             |
|  | Ziapelta    |
|  |             |

|  | Talarurus         |
|  |                   |
|  | Nodocephalosaurus |
|  |                   |

|  | Ankylosaurus   |
|  |                |
|  | Anodontosaurus |
|  |                |

|  | Scolosaurus |
|  |             |
|  | Ziapelta    |
|  |             |

|  | Ankylosaurus   |
|  |                |
|  | Anodontosaurus |
|  |                |

|  | Scolosaurus |
|  |             |
|  | Ziapelta    |
|  |             |

|  | Saichania                                              |
|  |                                                        |
|  | \| \| Tarchia \| \| \| \| \| \| Zaraapelta \| \| \| \| |
|  |                                                        |
|  | Tarchia                                                |
|  |                                                        |
|  | Zaraapelta                                             |
|  |                                                        |

|  | Tarchia    |
|  |            |
|  | Zaraapelta |
|  |            |

|  | Talarurus         |
|  |                   |
|  | Nodocephalosaurus |
|  |                   |

|  | Ankylosaurus   |
|  |                |
|  | Anodontosaurus |
|  |                |

|  | Scolosaurus |
|  |             |
|  | Ziapelta    |
|  |             |

|  | Ankylosaurus   |
|  |                |
|  | Anodontosaurus |
|  |                |

|  | Scolosaurus |
|  |             |
|  | Ziapelta    |
|  |             |

|  | Talarurus         |
|  |                   |
|  | Nodocephalosaurus |
|  |                   |

|  | Ankylosaurus   |
|  |                |
|  | Anodontosaurus |
|  |                |

|  | Scolosaurus |
|  |             |
|  | Ziapelta    |
|  |             |

|  | Ankylosaurus   |
|  |                |
|  | Anodontosaurus |
|  |                |

|  | Scolosaurus |
|  |             |
|  | Ziapelta    |
|  |             |

|  | Talarurus         |
|  |                   |
|  | Nodocephalosaurus |
|  |                   |

|  | Ankylosaurus   |
|  |                |
|  | Anodontosaurus |
|  |                |

|  | Scolosaurus |
|  |             |
|  | Ziapelta    |
|  |             |

|  | Ankylosaurus   |
|  |                |
|  | Anodontosaurus |
|  |                |

|  | Scolosaurus |
|  |             |
|  | Ziapelta    |
|  |             |

|  | Talarurus         |
|  |                   |
|  | Nodocephalosaurus |
|  |                   |

|  | Ankylosaurus   |
|  |                |
|  | Anodontosaurus |
|  |                |

|  | Scolosaurus |
|  |             |
|  | Ziapelta    |
|  |             |

|  | Ankylosaurus   |
|  |                |
|  | Anodontosaurus |
|  |                |

|  | Scolosaurus |
|  |             |
|  | Ziapelta    |
|  |             |

|  | Saichania                                              |
|  |                                                        |
|  | \| \| Tarchia \| \| \| \| \| \| Zaraapelta \| \| \| \| |
|  |                                                        |
|  | Tarchia                                                |
|  |                                                        |
|  | Zaraapelta                                             |
|  |                                                        |

|  | Tarchia    |
|  |            |
|  | Zaraapelta |
|  |            |

|  | Talarurus         |
|  |                   |
|  | Nodocephalosaurus |
|  |                   |

|  | Ankylosaurus   |
|  |                |
|  | Anodontosaurus |
|  |                |

|  | Scolosaurus |
|  |             |
|  | Ziapelta    |
|  |             |

|  | Ankylosaurus   |
|  |                |
|  | Anodontosaurus |
|  |                |

|  | Scolosaurus |
|  |             |
|  | Ziapelta    |
|  |             |

|  | Talarurus         |
|  |                   |
|  | Nodocephalosaurus |
|  |                   |

|  | Ankylosaurus   |
|  |                |
|  | Anodontosaurus |
|  |                |

|  | Scolosaurus |
|  |             |
|  | Ziapelta    |
|  |             |

|  | Ankylosaurus   |
|  |                |
|  | Anodontosaurus |
|  |                |

|  | Scolosaurus |
|  |             |
|  | Ziapelta    |
|  |             |

|  | Talarurus         |
|  |                   |
|  | Nodocephalosaurus |
|  |                   |

|  | Ankylosaurus   |
|  |                |
|  | Anodontosaurus |
|  |                |

|  | Scolosaurus |
|  |             |
|  | Ziapelta    |
|  |             |

|  | Ankylosaurus   |
|  |                |
|  | Anodontosaurus |
|  |                |

|  | Scolosaurus |
|  |             |
|  | Ziapelta    |
|  |             |

|  | Talarurus         |
|  |                   |
|  | Nodocephalosaurus |
|  |                   |

|  | Ankylosaurus   |
|  |                |
|  | Anodontosaurus |
|  |                |

|  | Scolosaurus |
|  |             |
|  | Ziapelta    |
|  |             |

|  | Ankylosaurus   |
|  |                |
|  | Anodontosaurus |
|  |                |

|  | Scolosaurus |
|  |             |
|  | Ziapelta    |
|  |             |

A continuación se reproduce un análisis filogenético limitado realizado en la redescripción de Tarchia de 2016, centrado en las interrelaciones entre Tarchia, Saichania y Minotaurasaurus.
|  | Saichania                                                  |
|  |                                                            |
|  | \| \| T. kielanae \| \| \| \| \| \| T. teresae \| \| \| \| |
|  |                                                            |
|  | T. kielanae                                                |
|  |                                                            |
|  | T. teresae                                                 |
|  |                                                            |

|  | T. kielanae |
|  |             |
|  | T. teresae  |
|  |             |

|  | Saichania                                                  |
|  |                                                            |
|  | \| \| T. kielanae \| \| \| \| \| \| T. teresae \| \| \| \| |
|  |                                                            |
|  | T. kielanae                                                |
|  |                                                            |
|  | T. teresae                                                 |
|  |                                                            |

|  | T. kielanae |
|  |             |
|  | T. teresae  |
|  |             |

|  | Saichania                                                  |
|  |                                                            |
|  | \| \| T. kielanae \| \| \| \| \| \| T. teresae \| \| \| \| |
|  |                                                            |
|  | T. kielanae                                                |
|  |                                                            |
|  | T. teresae                                                 |
|  |                                                            |

|  | T. kielanae |
|  |             |
|  | T. teresae  |
|  |             |

|  | Saichania                                                  |
|  |                                                            |
|  | \| \| T. kielanae \| \| \| \| \| \| T. teresae \| \| \| \| |
|  |                                                            |
|  | T. kielanae                                                |
|  |                                                            |
|  | T. teresae                                                 |
|  |                                                            |

|  | T. kielanae |
|  |             |
|  | T. teresae  |
|  |             |